# Dorothea Meermann
Dorothea „Orthie“ Meermann (* 1547 in Bernau bei Berlin; † 18. August 1619 ebenda) war ein deutsches Opfer der Bernauer Hexenverfolgung.

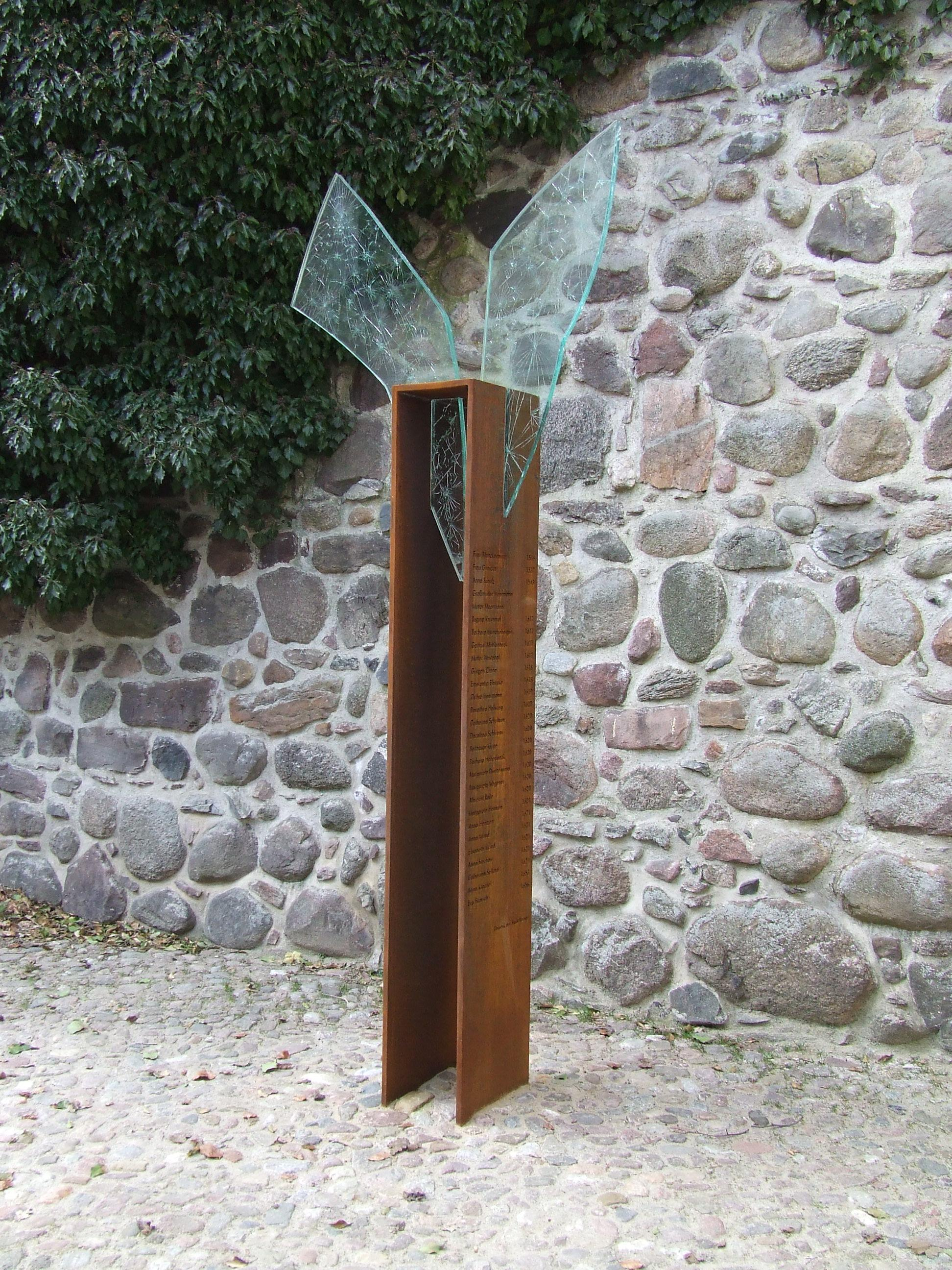
Denkmal für die Opfer der Hexenprozesse von Bernau

## Leben
Meermann war Witwe. Erwähnt werden ihre Großmutter, Mutter und Tochter Catarina Selchow, die ebenfalls Opfer der Hexenverfolgung wurden. Ihr Schwiegersohn Hans Becker war juristisch gebildet und übernahm ihre Verteidigung. 

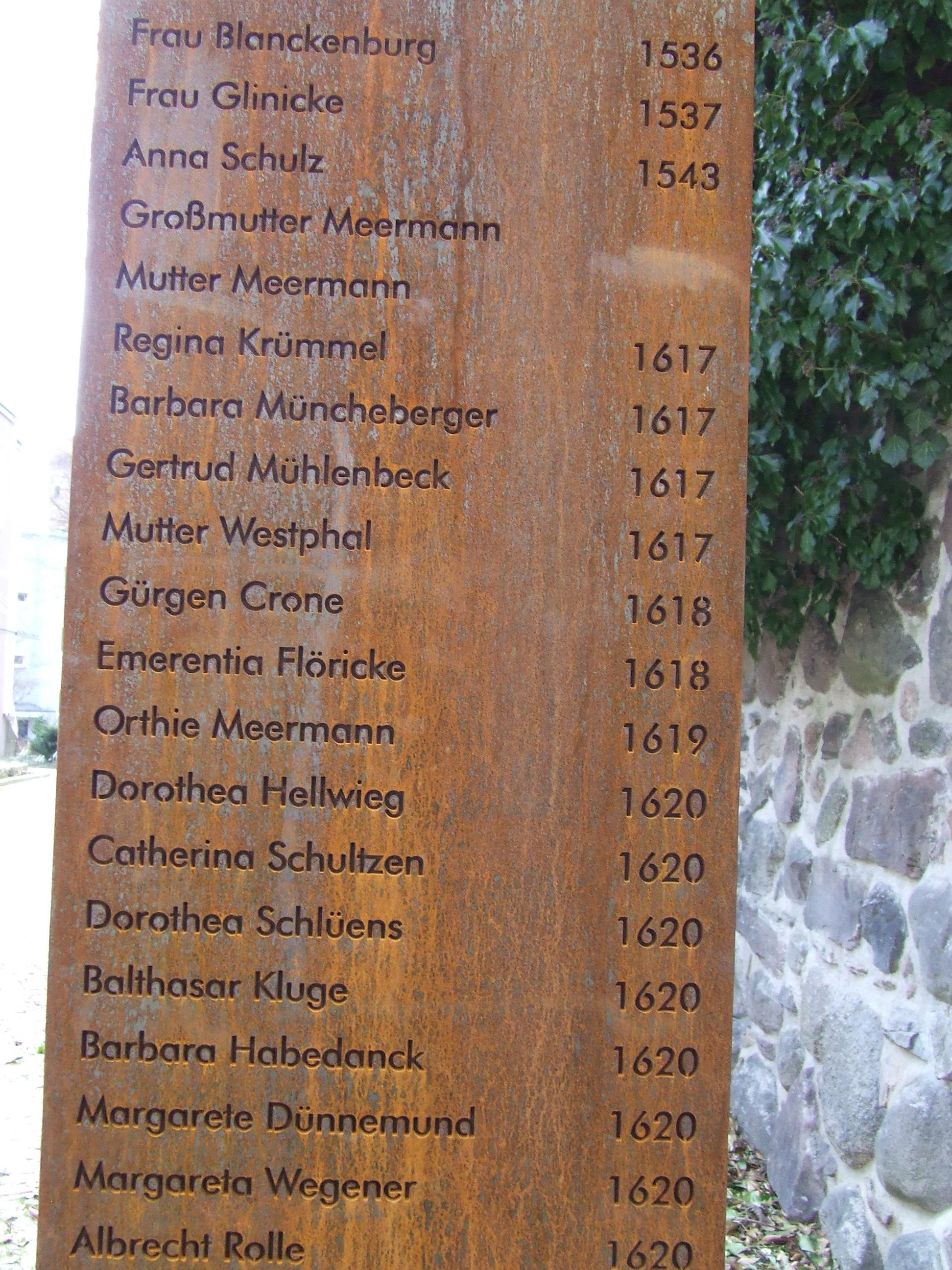
Teilliste eins der Opfer der Hexenprozesse in Bernau

## Hexenprozesse in Bernau bei Berlin
Prozesse „Zauberey betreffend“ fanden in Bernau 1536, 1537, 1583, 1617–1622, 1653 und 1658 statt. In der Tobias-Seiler-Chronik der Stadt von 1736 finden sich 22 Hexenprozesse. Während der Hexenverfolgungen wurden mindestens 25 Frauen und vier Männer wegen angeblicher Zauberei beschuldigt, angeklagt, gefoltert und zum überwiegenden Teil hingerichtet. Allein in den Jahren 1617–1622 sind 16 Personen Opfer der Hexenprozesse geworden, davon starben ein Mann und fünf Frauen bereits auf der Folter. Es gab sieben Freisprüche, davon drei Ehepaare, zum Teil erfolgte der Freispruch erst nach dem Tod.
Der Beginn dieser fast fünfjährigen Hexenverfolgung fällt zeitlich mit dem Besuch des Kurfürsten Johann Sigismund zusammen, der im Jahre 1617 die Stadt besuchte. Als die Kutschpferde des Kurfürsten tot zusammenbrachen, schrie der Kutscher, Hexen hätten die Pferde umgebracht. Der Rat der Stadt ließ sofort einige Frauen verhaften.
In den Jahren 1616 bis 1622 führte der Stadt-Sekretär Thomas Beling die Hexenprozesse im Namen des Magistrats. Der Bäckermeister Jürgen Crone und seine Ehefrau wurden durch Angaben einer anderen beschuldigten Frau verhaftet. Unter anderem wurde ihnen vorgeworfen, Brot und Semmeln vom schönsten Geschmacke herzustellen, was nur „mit Hülfe eines bösen Geistes geschehen sei“. Crone und seine Frau wurden lebendig verbrannt, der Mann am 24. April 1618. Die Frau, der vorher noch erlaubt wurde zu entbinden, wurde am 31. Juli öffentlich durch Verbrennen hingerichtet.

## Hexenprozesse gegen Dorothea Meermann
Der Fall Dorothea Meermann wurde ausführlich dokumentiert. Schon einige Jahre zuvor waren Großmutter und Mutter von Dorothea Meermann wegen Hexerei hingerichtet worden. Wenn eine Familienangehörige in der Vergangenheit wegen Hexerei verdächtigt oder angeklagt worden war, wurde gemutmaßt, die Mutter hätte die Zauberkunst an die Tochter weitergegeben und der Teufel hätte in der Familie leichtes Spiel. So stand Dorothea Meermann die Hälfte ihres Lebens unter Verdacht. 1617 wurde sie öffentlich von Gertrud Mühlenbeck beschuldigt, die zum Zeitpunkt dieser Aussage selbst der Zauberei angeklagt war. Unter der Folter benannte Gertrud Mühlenbeck einen Großteil der später Angeklagten. Auf diesem Weg kam es wie in vielen Orten zu einer Prozesskette.
Nach Mühlenbecks Aussage wurde Dorothea Meermann in Haft genommen und ihre Nachbarn und Angehörigen wurden als Zeugen unter Eid am 2. Dezember 1617 in der Bernauer Ratsversammlung vernommen. 
Die Chronik nennt folgende gravamina (Vorwürfe): Der Nagelschmiedgeselle Conrad Tiechel sagte, ein gräulich schwarzes Ungeheuer habe auf dem Dach der Meermann gesessen. Sie füttere den Drachen. Der Drache wäre in ihrem Haus aus- und einfliegen gesehen worden. Sie hätte sich tagelang in ihrem Haus eingesperrt, als Frau Grunow ins Gefängnis eingezogen wurde. Dann wäre sie von einem Ort zum anderen in der Stadt gelaufen und hätte nachgeforscht, was dieselbe über sie ausgesagt hätte.
Die Kröchelin schwor, Orthie habe ihr einen Eierkuchen geschenkt, in dem Haare und Blut eingebacken waren. Ihr Nachbar Matthes Kröchel klagte, dass sein Korn verschimmelt sei. 
Thomas Belling, der Stadtsekretär, erinnert das Gericht daran, dass bereits Mutter und Großmutter der Meermann der Zauberei überführt und auf dem Scheiterhaufen verbrannt worden waren. Das reichte als Beweis für den Beschluss des Rates, sie foltern zu lassen. Die Anklage lautete: Zauberey halber.
Es konnte vorkommen, dass selbst Familienmitglieder in den Chor der Ankläger einstimmten, um Verdacht von sich zu weisen. In der Seiler-Chronik findet sich der Fall Anna Mund. Als sie aus der Folter entfliehen konnte, übergab der eigene Ehemann die Angeklagte wieder dem Gericht.
Die Familie von Dorothea Meermann jedoch hielt zu ihr. Ihr Schwiegersohn Hans Becker war ihr Verteidiger vor Gericht und verfasste im Mai 1619 ein Schreiben an den Kurfürsten, um den Abschluss des Prozesses zu bewirken. Darin wird deutlich, dass sie keine weiteren Kosten tragen könnten und sich dem Urteil beugen würden. Nun setzte der Rat seinerseits ebenfalls ein Schreiben an den Landesherren auf. 
Unter der Folter bekannte Meermann sich zu keinem der Vorwürfe gegen sie. Dorothea Meermann blieb in der Haft und wurde immer schwächer. 
Der Kurfürst entschied nicht, sondern leitete den Fall an die Juristische Fakultät zu Frankfurt weiter.
Dann sollte sie von einem anderen Scharfrichter einer schärferen Folter unterworfen werden. Aber die Bürgerschaft hatte Angst vor der Rache der Hexenmeister und hinderte den Rat zunächst an einer erneuten Folter der Beschuldigten. Es kam zunächst zu einem Volksaufstand gegen das weitere Foltern der Angeklagten Dorothea Meermann.
Für ein Todesurteil war ein Geständnis der Angeklagten notwendig. Deswegen kam es zu dem Beschluss, die Folter fortzusetzen. Dorothea Meermann wurde mit glühenden Zangen an den Brüsten gezogen. Seiler schreibt in seiner Chronik: Da nun die Tortur mit dieser Orthie Meermann abermals aufs härteste vorgenommen ist, geschieht es, dass dieselbe unvermutet in der custodie (Gewahrsam) stirbt. Zwei Jahre lang zog sich das Verfahren hin, bis Dorothea Meermann unter der Folter verstarb. Am Morgen des 18. August 1619  brachte ein Wächter Dorothea auf seinem Rücken ins Freie, damit sie ihre Notdurft verrichten konnte. Als der Wärter sie wieder hineinbringen wollte, lag ihr Körper leblos am Boden. Der Rat samt dem Scharfrichter besichtigten die Leiche. Sie gaben zu Protokoll, dass ihr Genick gebrochen war. Ihr Körper wurde am Hochgericht in ungeweihter Erde verscharrt.

## Hexenprozess gegen Catarina Selchow
Catarina Selchow, die Tochter der Dorothea Meermann, geriet selbst in Verdacht der Hexerei, als sie den Scharfrichter, der die Folter an ihrer Mutter durchführte, daraufhin ansprach. Sie wurde 1621 zum Tode durch Verbrennen verurteilt. Ihr wurde unter anderem vorgeworfen, ihrer Mutter den bösen Geist ins Gefängnis geschickt zu haben, welcher diese eingeschläfert und ihr die Schmerzen genommen hätte. Catarina Selchow wurde am 1. Juni 1621 verbrannt. Sie soll ein junges schönes Weib gewesen seyn und mit ihrer Klahren und weißen Haut so durch die Hembden, deren sie sich allemahl befleißigt, hervorgeschimmert, sich nicht ein weniges eingebildet haben. Daher wie auch dem Nachrichter vor der Verbrennung an ihren Leib nicht hat kommen lassen! Catarina Selchow wurde zwei Jahre nach dem Foltertod der Mutter hingerichtet. Zuvor war bereits ihre Großmutter Opfer der Hexenverfolgung geworden. 
Nach der Chronik von Seiler fand 1658 der letzte Hexenprozess in Bernau statt. 

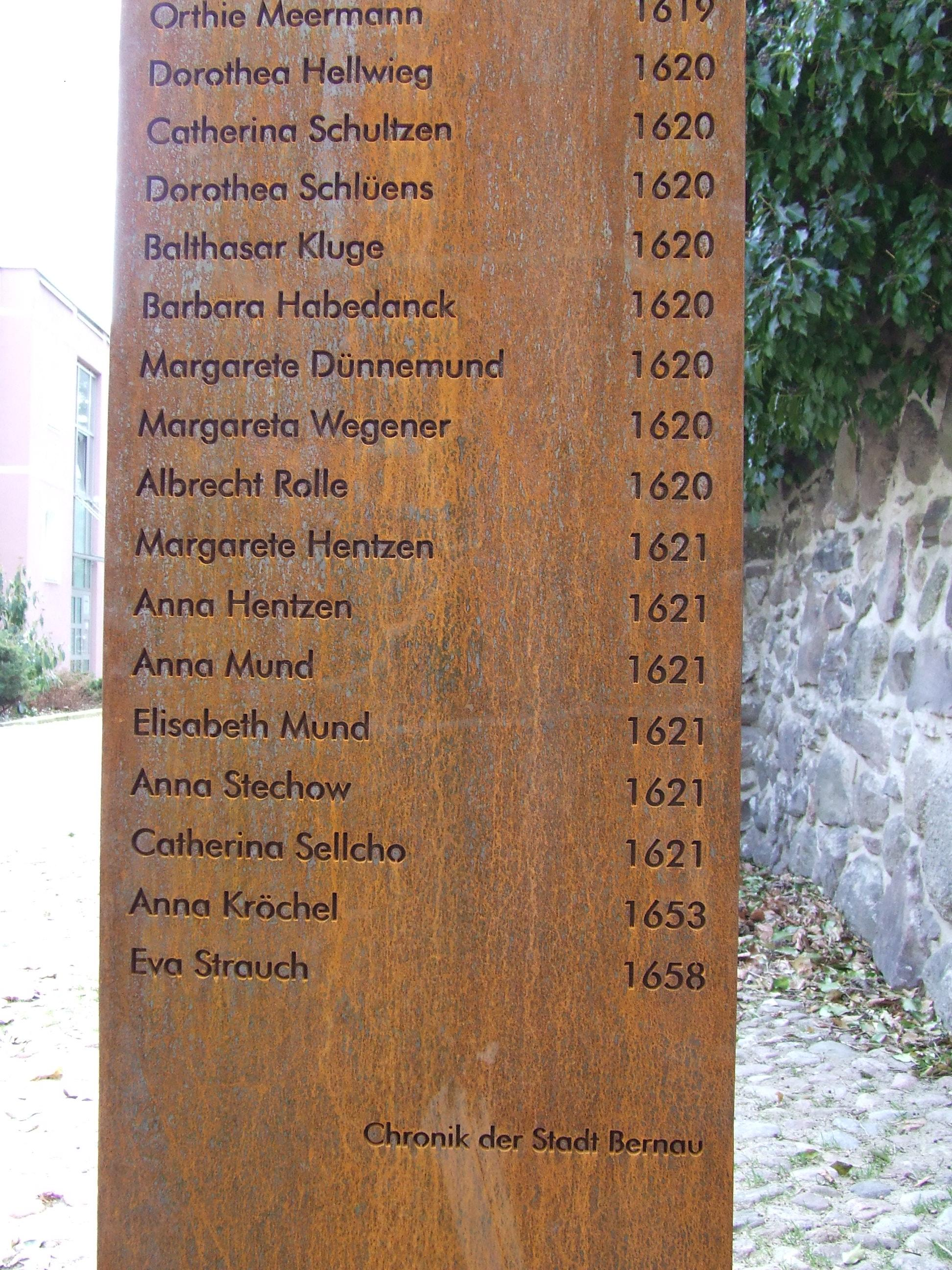
Teilliste zwei der Opfer der Hexenprozesse in Bernau

## Denkmal für die Opfer der Hexenverfolgung in Bernau
Heute stehen die Namen von Dorothea Meermann (Orthie Meermann) und ihren hingerichteten Familienangehörigen auf einem Denkmal neben dem Henkerhaus von Bernau. Es erinnert an die 25 Frauen und drei Männer, die zwischen 1536 und 1658 wegen angeblicher Zauberei verfolgt, gefoltert und hingerichtet wurden. 
Das "Denkmal für die Opfer der Hexenverfolgung in Bernau" wurde von der Künstlerin Annelie Grund entworfen und 2005 mit Hilfe des Landes Brandenburg, des Berufsverbandes Bildender Künstler, des Landkreises Barnim, der Stadt Bernau und der Spenden von Bernauer Bürgern errichtet. 
Seither ist mit dem Denkmal und zum Thema Hexenverfolgung in Bernau aktiv auf mehreren gesellschaftlichen Ebenen gearbeitet worden. Es gibt ein Konzept des Vereins "Bildung-Begegnung-Zeitgeschehen" für Schulprojekttage mit einem Stadterkundungsspiel. Die Künstlerin Annelie Grund hat die Bernauer Initiative zur sozialethischen Rehabilitierung der Opfer des Hexenwahns ins Leben gerufen, die von der Stadtverordnetenversammlung von Bernau bei Berlin am 6. April 2017 beschlossen wurde.
.